# Patricia Contreras
Patricia Contreras (21 gennaio 1982) è una schermitrice venezuelana.

## Palmarès
In carriera ha conseguito i seguenti risultati:
- Giochi Panamericani:

Guadalajara 2011: bronzo nella sciabola a squadre.